# Hockworthy
Hockworthy is een civil parish in het bestuurlijke gebied Mid Devon, in het Engelse graafschap Devon. In 2001 telde het dorp 163 inwoners.